# Раденко и Силвана
„Раденко и Силвана” је југословенски и српски кратки филм из 1993. године. Режирао га је Радослав Павковић који је са Гораном Мојсином написао и сценарио.

## Улоге
| Глумац                  | Улога |
| ----------------------- | ----- |
| Драгана Ђукић           |       |
| Ирфан Менсур            |       |
| Живојин Жика Миленковић |       |
| Жељко Митровић          |       |
| Лазар Ристовски         |       |